# FK Jūrmala-VV
A Jūrmala-VV, teljes nevén Futbola Klubs Jūrmala-VV egy lett labdarúgócsapat. A klubot 2003-ban alapították FK Jūrmala néven. Jelenleg az első osztályban szerepel.

## Jelenlegi keret
2009. június 19. szerint.
| #  |     | Poszt | Név                 |
| -- | --- | ----- | ------------------- |
| 1  | LAT | K     | Marks Bogdanovs     |
| 2  | LAT | V     | Artjoms Kuzņecovs   |
| 3  | LAT | KP    | Jurijs Ksenzovs     |
| 6  | LAT | V     | Aleksandrs Gubins   |
| 8  | LAT | KP    | Romāns Bezzubovs    |
| 9  | LAT | CS    | Jurģis Kalns        |
| 21 | LAT | K     | Artūrs Biezais      |
|    | LAT | KP    | Kirils Jeļkins      |
|    | LAT | KP    | Oļegs Žatkins       |
| 20 | ARG | KP    | Cristian Torres     |
|    | LAT | V     | Mareks Zuntners     |
|    | LAT | V     | Filips Mihailovskis |

| #  |     | Poszt | Név                  |
| -- | --- | ----- | -------------------- |
| 29 | LAT | CS    | Marians Pahars       |
|    | LAT | K     | Georgs Atvars        |
| 28 | GEO | CS    | Gaga Guganašvili     |
|    | LAT | KP    | Aleksejs Koļesņikovs |
|    | LAT | V     | Konstantīns Macions  |
|    | LAT | KP    | Vadims Gospodars     |
|    | LAT | KP    | Romāns Bespalovs     |
|    | LAT | V     | Bogdans Ņesterenko   |
|    | LAT | V     | Aleksandrs Gubins    |
| 16 | LAT | CS    | Dmitrijs Paplavskis  |
| 17 | LAT | V     | Vadims Siņicins      |
|    | LAT | KP    | Alberts Bārbalis     |

## Külső hivatkozások
- Hivatalos weboldal (lettül) (oroszul)